# Смоленская епархия
Смоле́нская епа́рхия — епархия Русской православной церкви, объединяющая приходы и монастыри в северо-западной части Смоленской области (в границах города Смоленска, а также Велижского, Демидовского, Дорогобужского, Духовщинского, Кардымовского, Краснинского, Руднянского, Смоленского и Ярцевского районов). Входит в состав Смоленской митрополии.
Кафедральный собор — Успенский в Смоленске.

## История
Христианство стало распространяться на Смоленской земле вскоре после крещения Киева. Как сообщает летопись, «в лето 6498 иде Владимир в Смоленскую землю и тамо крести все те земли». Первым городом княжества, принявшим крещение, стал Смоленск.
После смерти Ярослава Мудрого в 1054 году Смоленск стал столицей самостоятельного княжества, доставшись в удел сыну Ярослава — Вячеславу, потом внуку, Владимиру Мономаху.
Смоленщина находилась в составе Переяслав-Хмельницкой епархии до тех пор пока внук Мономаха, князь Ростислав Мстиславич Набожный (1128—1158) не исходатайствовал для Смоленска самостоятельного епископа. Соглашение между ним и первым епископом вошло в историю как «Уставные грамоты Ростислава». Смоленская епископия получила от князя значительные доходы, земельные владения. На Смоленской земле в XII—XIII веках разворачивалась деятельность многих выдающихся проповедников и церковных писателей. Ярким именем в их плеяде является имя святого преподобного Авраамия Смоленского.
В 1415—1419 и 1458—1514 годах находилась в канонической юрисдикции Киево-Литовских митрополитов.
С 26 января 1539 года — архиепископия; с 1681 по 1728 годы — митрополия.

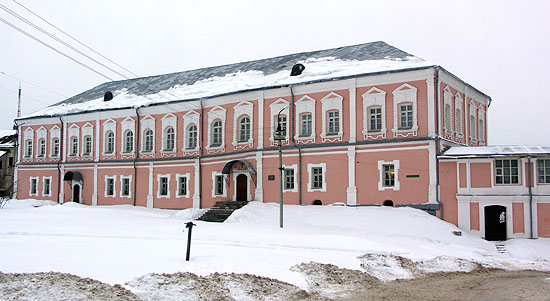
Архиерейский дом в Смоленске

В советское период известность получил процесс «Смоленское дело» 1922 года, в результате которого за попытку остановить изъятие церковных ценностей из Успенского собора Смоленска, не подвергшегося разграблению даже при нашествии Наполеона, привлечено было 45 человек, 25 из которых попали в заключение, 5 — расстреляны. К 2008 году были известны 242 имени священнослужителей Смоленской епархии, невинно пострадавших в гонениях.
В 1941—1943 годах Смоленская епархия включала в себя Смоленщину и Брянщину и входила в состав Белорусской Православной Церкви. Правящим архиереем был епископ Смоленский и Брянский Стефан (Севбо). После освобождения Смоленской области от немцев, в 1943—1944 годах, Смоленская епархия возглавлялась архиепископом Калининским (Тверским) Василием (Ратмировым), носившим титул «Калининский и Смоленский».
С 1984 по 2008 год, в период управления митрополита Кирилла (Гундяева) (ныне Патриарх Кирилл) в Смоленской и Калининградской епархии было построено 143 храма, 65 восстановлено.
Решением Священного Синода от 31 марта 2009 года на территории Калининградской области образована епархия Русской Православной Церкви. Правящий архиерей вновь образованной епархии получил титул «Калининградский и Балтийский», правящий архиерей Смоленской епархии именуется «Смоленский и Вяземский».
В 2015 году из состава Смоленской епархии выделена Вяземская епархия; Смоленская и Вяземская епархии включены в состав вновь образованной Смоленской митрополии. В 2017 году из состава Смоленской епархии выделена Рославльская епархия, также включённая в состав Смоленской митрополии.

## Названия
- с 1137 — Смоленская
- с 1515 или 1539 — Смоленская и Брянская
- с 1589 — Смоленская и Дорогобужская
- с 1628 — Смоленская и Черниговская
- с 1657 — Смоленская и Мстиславская
- с 1661 или 1671 — Смоленская и Дорогобужская
- 1942—1943 — Смоленская и Брянская
- 1944—1965 — Смоленская и Дорогобужская
- 1965—1989 — Смоленская и Вяземская
- 1989—2009 — Смоленская и Калининградская
- с 31 марта 2009 — Смоленская

## Архиереи
Константинопольская православная церковь — Киевская митрополия
- первый епископ смоленский — Игнатий I (1128—1133) — выделение Смоленского княжества[4]
- 1133—1135 — Лазарь I
- 26 декабря 1137—1169 — Мануил Грек
- ? — Михаил
- упоминается в 1180 — Константин
- упом. 1190—1197 — Симеон I[5]
- упом. 1206 — 29 января 1219 — Игнатий II
- 1219—1220 — Лазарь II
- ?-1247 — Меркурий[6]
- XIII век — Афанасаий
- XIII век — Иоанн I
- первая пол. XIII века — Порфирий
- до 1238 — Дионисий
- 1238—1256 — Фома
- XIII век — Пахомий
- епископ смоленский — Игнатий III (ум. 29 января 1292[4])
- XIV век — Иона
- XIV век — Даниил (?)
- упом. 1335 — Иоанн II
- с 1345 — Евфимий I
- с 1356 — Феофилакт (Феоктист)
- 1364—1370 — Парфений (епископ Смоленский)[7]
- 1375—1382 — Даниил II Звенигородский
- начало 1383—1396 — Михаил II — в 1383 г. Смоленск вошёл в состав Великого княжества Литовского
- 6 апреля 1396 — ? — Кассиан (Наассон)
- упом. в 1405 — Игнатий IV
- после 1405—1408 — Иларион
- 1408—1411 — Никон
- 1411—1416 — Севастиан (епископ Смоленский)[8]
- 1417—1433 — Герасим
- упоминается в 1435 — Михаил III
- упоминается с 1440 по 1445 — Нафанаил
- 1440 — 3 марта 1445 — Симеон II
- XV век — Евфимий II
- 1454—1480 — Мисаил (Пеструцкий-Друцкий-Соколинский-Бабич)

Константинопольская православная церковь — Киевская и Галицкая митрополия
- 1454—1480 — Мисаил (Пеструцкий-Друцкий-Соколинский-Бабич) по избрании на митрополию удерживал за собою Смоленскую епархию до кончины
- 1480—1485 — Иоаким (епископ смоленский)[9]
- 1494 — 30 мая 1498 — Иосиф (Болгаринович) избран митрополитом Киевским и всея Руси, с сохранением Смоленской епархии
- 1502 — 8 февраля 1509 — Иосиф II (Салтан)
- 1509 — октябрь 1514 — Варсонофий (Ходыкин) — пленён и смещён армией Великого княжества Московского

Московская митрополия
- 15 февраля 1515 — 22 июня 1532 — Иосиф
- 20 февраля 1536—1538 — Савва (Слепушкин)
- 16 марта 1539 — март 1555 — Гурий (Заболотский)
- 17 марта 1555 — 28 июля 1567 — Симеон III
- 1568 — Феофил
- уп. 1572—1589 — Сильвестр

Русская православная церковь
- 1592—1605 — Феодосий
- 1608—1611 — Сергий

в 1611 г. Смоленск захвачен Речью Посполитой, до 1628 г. существовала только униатская епархия

Константинопольская православная церковь — Киевская и Галицкая митрополия
- 1628 — 18 ноября 1631 — Исаия (Копинский)
- 1632—1655 — Авраамий — в 1654 г. Смоленск отошёл к Русскому царству

Русская православная церковь
- март — декабрь 1655 в/у — Лаврентий митрополит Казанский
- июнь 1657—1658 в/у — Каллист (Дорофеевич-Риторайский)
- 1658—1671 — Филарет
- 9 апреля 1671 — нач.1676 — Варсонофий (Еропкин)
- 9 апреля 1676 — 10 февраля 1686 — Симеон (Молюков)
- 26 марта 1699—1704 — Сильвестр II (Черницкий)
- сентябрь 1707—1712 — Сильвестр (Крайский)
- 1712 — 3 июня 1718 — Дорофей (Короткевич)
- 5 марта 1719 — 3 марта 1720 — Сильвестр (Холмский-Волынец)
- 3 марта 1720 — 24 мая 1721 — Варлаам (Коссовский)
- 13 февраля 1722 — июнь 1727 — Филофей Грек
- 19 июня 1728 — 2 февраля 1761 — Гедеон (Вишневский)
- 7 марта 1761 — 7 марта 1795 — Парфений (Сопковский)
- 1 мая 1795 — 26 мая 1805 — Димитрий (Устимович)
- 7 июля 1805 — 7 февраля 1812 — Серафим (Глаголевский)
- 7 февраля 1812 — 6 июля 1813 — Ириней (Фальковский) — покидал Смоленск во время оккупации французской армией
- 6 июля 1813 — 7 июля 1821 — Иоасаф (Сретенский)
- 3 июля 1821 — 17 февраля 1834 — Иосиф (Величковский)
- 24 февраля 1834 — 16 мая 1859 — Тимофей (Кетлеров)
- 31 октября 1859 — 9 ноября 1866 — Антоний (Амфитеатров)
- 9 ноября 1866 — 17 марта 1869 — Иоанн (Соколов)
- 4 апреля 1869 — 2 октября 1874 — Серафим (Протопопов)
- 7 декабря 1874 — 28 сентября 1881 — Иосиф (Дроздов)
- 31 октября 1881 — 16 декабря 1889 — Нестор (Метаниев)
- 21 января 1890 — 21 января 1896 — Гурий (Охотин)
- 10 февраля 1896 — 2 января 1899 — Никанор (Каменский)
- 2 января — 23 мая 1899 — Митрофан (Невский)
- 30 мая 1899 — 15 февраля 1908 — Петр (Дугов)
- 15 февраля 1908—1919 — Феодосий (Феодосиев) — бежал от большевиков на Украину, затем в Польшу, в 1923-39 годах архиепископ Виленский в составе ППЦ
- 1919—1920 в/у — Евсевий (Никольский), епископ Крутицкий
- 19 октября 1920 — 13 июня 1924 — Филипп (Ставицкий)
- 17 марта 1924 — 1 ноября 1927 — Валериан (Рудич) — неоднократно подвергался репрессиям, расстрелян в 1938 г.
- 1 ноября 1927 — ноябрь 1936 — Серафим (Остроумов) — смещён и арестован в 1936 г. и расстрелян в 1937 г.
- ноябрь 1936 — 2 декабря 1937 — Модест (Никитин) — смещён, арестован и расстрелян в 1937 г.
  - 1937—1942 — не было
- 17 мая 1942—1943 — Стефан (Севбо) — хиротонисан во время немецкой оккупации, до войны жил в Западной Белоруссии, был противником ППЦ, эмигрант с 1944 г., в 1946-65 годах архиепископ Венский и Австрийский в составе РПЦЗ
- 19 ноября 1944 — 5 апреля 1955 — Сергий (Смирнов)
- 5 апреля 1955 — 1 августа 1957 — Михаил (Чуб)
- 10 мая 1959 — 15 октября 1964 — Иннокентий (Сокаль)
- 23 октября 1964 — 5 февраля 1965 в/у — Питирим (Нечаев), епископ Волоколамский
- 12 февраля 1965 — 7 октября 1967 — Антоний (Вакарик)
- 22 октября 1967 — 2 февраля 1972 — Гедеон (Докукин)
- 2 февраля 1972 — 26 декабря 1984 — Феодосий (Процюк)
- 26 декабря 1984 — 31 марта 2009 — Кирилл (Гундяев) — в 2009 году избран патриархом Московским и вся Руси
- 31 марта 2009 — 22 марта 2011 — Феофилакт (Курьянов)
- 22 марта 2011 — 12 марта 2013 — Пантелеимон (Шатов)
- 12 марта 2013 — 17 марта 2013 в/у — Пантелеимон (Шатов), епископ Орехово-Зуевский
- с 17 марта 2013 — Исидор (Тупикин)

## Викариатства
- Балтийское (недейств.)
- Вяземское (ныне самостоятельная епархия)
- Гжатское (недейств.)
- Мосальское (недейств.)
- Поречское (недейств.)
- Рославльское (ныне самостоятельная епархия)
- Сухиническое (недейств.)

## Благочиния
Епархия разделена на 6 церковных округов:
- Смоленское городское благочиние
- Демидовское благочиние
- Руднянское благочиние
- Смоленское районное благочиние
- Ярцевское благочиние
- Монастырское благочиние

## Монастыри
Мужские
- Троицкий Болдин монастырь в селе Болдино Дорогобужского района
- Спасо-Преображенский Авраамиев монастырь в Смоленске
- Новоордынская Поречская Богородице-Рождественская пустынь в деревне Бакланово Демидовского района

Женские
- Спасо-Вознесенский монастырь в Смоленске
- Свято-Троицкий монастырь в Смоленске
- Димитриевский монастырь в Дорогобуже